# Hermann Klepell

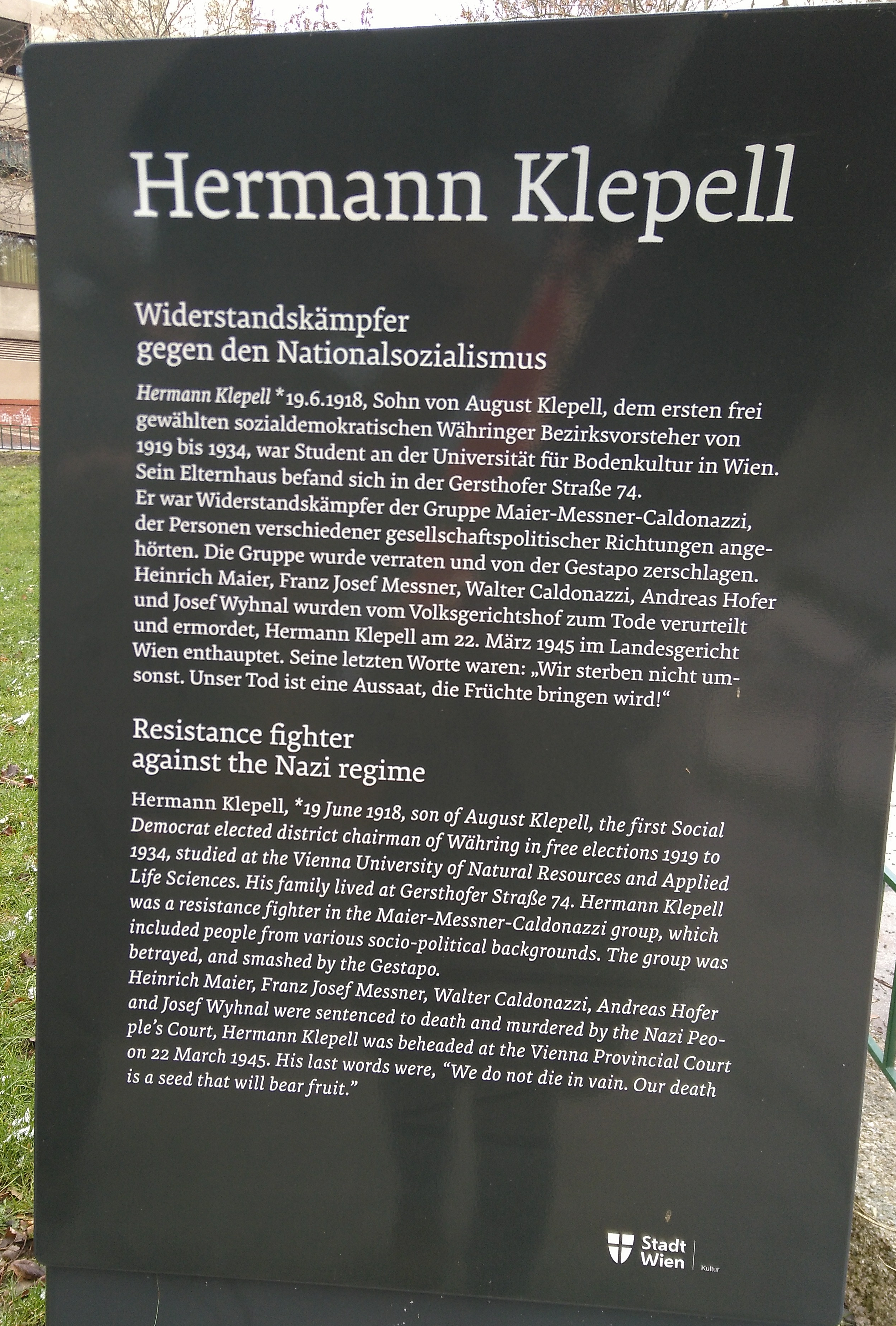
Gedenktafel für Widerstandskämpfer Hermann Klepell

Hermann Klepell (* 19. Juni 1918 in Wien; † 22. März 1945 ebenda) war ein österreichischer Widerstandskämpfer gegen den Nationalsozialismus.

## Leben
Hermann Klepell stammte aus sozialdemokratischem Elternhaus. Sein Vater August Klepell war Gastwirt und Parteimitglied der Sozialdemokratischen Arbeiterpartei und von 1919 bis zum Februar 1934 Bezirksvorsteher des Wiener Gemeindebezirks Währing.
Im Herbst 1934 trat Hermann Klepell der illegalen Hitlerjugend bei. Klepell begann an der Wiener Hochschule für Bodenkultur (BOKU) ein Studium der Kulturtechnik. Ab Jänner 1938 war er Mitglied der Studenten-SA.
An der BOKU wurde Klepell Hilfsassistent für Geodäsie. Bevor er sein Studium abschließen konnte, wurde Klepell am 8. Dezember 1942 zur Wehrmacht eingezogen. Er wurde zuerst an der Ostfront eingesetzt, bevor der BOKU-Hochschullehrer Franz Ackerl seine Versetzung zu einer Vermessungsabteilung, und schließlich zu seiner eigenen Abteilung an der Hochschule erreichen konnte.
August Klepell gab in einem späteren Gnadengesuch für seinen Sohn an, dieser wäre über Walter Caldonazzi in Kontakt mit Heinrich Maier und der Widerstandsgruppe Maier-Messner-Caldonazzi gekommen. Die Widerstandsgruppe stellte Flugzettel her und wollte die Flucht französischer Offiziere aus einem Kriegsgefangenenlager mit Landkarten unterstützen. Die Gruppe wollte auch Informationen über kriegswichtige Betriebe an die Alliierten weitergeben, um ein rasches Kriegsende herbeizuführen. Die Rolle Klepells, der als Soldat der Heeresvermessungsstelle Wien zugeteilt war, lag offenbar in der Beschaffung von Karten bzw. Plänen. So soll er zum Jahreswechsel 1943/44 für diesen Zweck Pläne von einer (namentlich nicht genannten) Stadt besorgt, und darin wichtige Fertigungsstätten von Rüstungsbetrieben eingetragen haben. Über Franz Josef Messner sollten diese Informationen an die Alliierten gelangen. Tatsächlich kam es in der Folge zu alliierten Luftangriffen auf diese Stadt.
Hermann Klepell wurde am 21. April 1944 verhaftet. Am 28. Oktober 1944 wurde er vom Volksgerichtshof wegen Vorbereitung zum Hochverrat, Spionage und Feindbegünstigung zum Tode und zum Ehrenrechtsverlust auf Lebenszeit verurteilt.
Versuche seiner Eltern, die Hinrichtung abzuwenden, blieben erfolglos, Hermann Klepell wurde am 22. März 1945 im Wiener Landgericht hingerichtet, ebenso seine Mitverschwörer Heinrich Maier und Josef Wyhnal. Die Körper der Widerstandskämpfer wurden auf dem Wiener Zentralfriedhof verscharrt. Nach Kriegsende, wenige Wochen später, wurden sie exhumiert und am 10. Mai 1945 nebeneinander auf dem Neustifter Friedhof beigesetzt. Im Grab Hermann Klepells wurden später auch seine Eltern bestattet, es befindet sich in Gruppe E, Reihe 1 Nummer 15.

## Ehrungen
- Auf Antrag seines Vaters verlieh die BOKU Hermann Klepell posthum den Titel „Diplomingenieur“.[2]
- Bei einer Gedenkfeier für die toten Mitglieder der Widerstandsgruppe im März 1947 hielt Pfarrer Hans Rieger einen Nachruf auf Hermann Klepell.[9]
- Im ehemaligen Hinrichtungsraum im heutigen Landesgericht für Strafsachen Wien wird auf einer Gedenktafel an Klepell erinnert.
- Im Herbst 2019 wurde in Währing gegenüber der Stelle, wo früher sein Elternhaus stand, eine Gedenktafel für Hermann Klepell aufgestellt.[10]

## Belege
1. ↑  Klepell, August. In: dasrotewien.at – Weblexikon der Wiener Sozialdemokratie. SPÖ Wien (Hrsg.); abgerufen am 29. Juli 2019.
2. 1 2 3 4  Manfried Welan: Die Universität für Bodenkultur Wien. Von der Gründung in die Zukunft 1872–1997. Böhlau, Wien / Köln / Weimar 1997, ISBN 978-3-205-98610-2, S. 134–137 (eingeschränkte Vorschau in der Google-Buchsuche).
3. 1 2 3  Volksgerichtshof: Urteile 5 H 96/44 – 5 H 100/44 und Urteilsbegründung. Wien 28. Oktober 1944, S. 1–30 (Online [PDF; 7,5 MB; abgerufen am 25. Oktober 2021] auf der Website des Dokumentationsarchiv des österreichischen Widerstandes (DÖW); Nummerierungsfehler: Seiten 11 und 12 sind doppelt geführt).
4. 1 2  Eugen Werkowitsch: Schnellbrief. Betrifft: can. Dipl. Ing. Hermann Klepell. Wien 16. Dezember 1944, S. 1–7 (Online [PDF; 2,7 MB; abgerufen am 25. Oktober 2021] auf der Website des DÖW).
5. ↑  Gedenkstein für Hermann Klepell in Wien-Währing. DÖW, abgerufen am 26. Dezember 2019.
6. ↑  Walter Lillich: Meldung der Vollstreckung des Todesurteils. Wien 22. März 1945 (Online [PDF; 300 kB; abgerufen am 25. Oktober 2021] auf der Website des DÖW).
7. ↑  Ralf Siebenbürger: Heinrich Maier – Ein Seelsorger im Widerstand. In: ÖVP Kameradschaft der politisch Verfolgten und Bekenner für Österreich (Hrsg.): Der Freiheitskämpfer. 63. Jahrgang, Nr. 41. Wien Mai 2014, S. 10 (Online [PDF; 762 kB; abgerufen am 25. Oktober 2021] auf der Website der ÖVP-Kameradschaft).
8. ↑  Hermann Klepell in der Verstorbenensuche bei friedhoefewien.at
9. ↑  Gedenkfeier für sechs ermordete Freiheitskämpfer. In: Neues Österreich. Organ der demokratischen Einigung, 23. März 1947, S. 2 (online bei ANNO).
10. ↑  Thomas Netopilik: Gedenktafel für Währinger Widerstandskämpfer Hermann Klepell. In: meinbezirk.at. 4. November 2019, abgerufen am 6. November 2019.

| Personendaten    | Personendaten                       |
| ---------------- | ----------------------------------- |
| NAME             | Klepell, Hermann                    |
| KURZBESCHREIBUNG | österreichischer Widerstandskämpfer |
| GEBURTSDATUM     | 19. Juni 1918                       |
| GEBURTSORT       | Wien                                |
| STERBEDATUM      | 22. März 1945                       |
| STERBEORT        | Wien                                |